# Pipo en de Lachplaneet
Pipo en de Lachplaneet (1976) is de elfde televisieserie van Pipo de Clown. De serie werd van 1 januari 1976 tot 22 januari 1976 uitgezonden door de VARA. 

## Rolverdeling
| Personage               | Acteur/actrice   |
| ----------------------- | ---------------- |
| Pipo de Clown           | Cor Witschge     |
| Mammaloe                | Marijke Bakker   |
| Plom                    | Janine van Wely  |
| Ben Ziene               | Henk Votel       |
| TV-Omroeper\Nieuwslezer | Joop van de Donk |
| Klater                  | Marius Monkau    |
| Schater                 | Jack Horn        |
| Pretje                  | Jennifer Willems |
| Hoon                    | Ricardo Sibelo   |
| Grim                    | Ton Vos          |

## Afleveringen
| Aflevering | Titel                   | Uitzenddatum    |
| ---------- | ----------------------- | --------------- |
| 1          | Wat is een ruimteschip? | 1 januari 1976  |
| 2          | Pas op, daar komen ze   | 8 januari 1976  |
| 3          | Voor een taaie tor      | 15 januari 1976 |
| 4          | De juiste koers         | 22 januari 1976 |

## Achtergrondmuziek
- Ger van Leeuwen heeft niet alle achtergrondnummers geschreven. De overige achtergrondnummers zijn van andere artiesten.

| Uitvoerder (+ muziekschrijver) | Titel        | Album            |
| ------------------------------ | ------------ | ---------------- |
| Tom Dissevelt                  | Tropicolours | Fantasy In Orbit |
| Tom Dissevelt                  | Pacific Dawn | Fantasy In Orbit |

## Trivia
De serie werd van 18 september tot en met 9 oktober 1988 herhaald wegens 30 jaar Pipo de Clown.